# Jakoba Bavarska
Jakoba Bavarska (nizozemsko Jacoba; francosko Jacqueline; nemško Jakobäa; 15. julij 1401 – 8. oktober 1436), iz družine Wittelsbachov, je bila plemkinja, ki je od leta 1417 do 1433 vladala grofijam Holandija, Zelandija in Hainaut v Nizozemski deželi. Med letoma 1415 in 1417 je bila kratek čas tudi francoska prestolonaslednica in v dvajsetih letih 14. stoletja vojvodinja Gloucesterska, če se njena poroka s Humphreyjem, vojvodo Gloucestrskim, sprejme kot veljavna.
Jakoba se je rodila v Le Quesnoyu in od njenega rojstva so jo imenovali "Holandska", kar kaže na to, da je dedinja očetovega posestva.
Jakoba je bila zadnja vladarica Hainauta in Holandije iz rodbine Wittelsbachov. Po njeni smrti je njena posest prešla v dediščino Filipa Dobrega, burgundskega vojvode.

## Življenje

### Zgodnje življenje in poroka z Janezom, vojvodo Tourainskim
Bila je edina hči Viljema II., vojvode Bavarskega (znanega tudi kot Viljema VI., holandskega grofa) iz njegovega zakona z Margareto, hčerko Filipa Drznega, vojvode Burgundije in Margarete III., grofice Flandrije.
Pri starosti 22 mesecev (v Parizu 5. maja 1403) in ponovno pri štirih letih (v Compiègnu 29. junija 1406) je bila Jakoba zaročena z Janezom, vojvodo Tourainskim, četrtim sinom francoskega kralja Karla VI. in kraljice Elizabete Bavarske. Oba otroka sta bila vzgojena na gradu Le Quesnoy v Hainautu. Dečka so dali v skrbništvo svojemu bodočemu tastu, saj naj bi uspel kot vladar v Hainautu in nikakor v sami Franciji. 22. aprila 1411 je papež dal svoje dovoljenje za zvezo in 6. avgusta 1415, ko je bila Jakoba stara štirinajst let, sta se z Janezom poročila v Haagu. S to poroko je želel vojvoda Viljem II. zagotoviti nasledstvo svoje hčere na svojih posestvih; čeprav je imel vsaj devet nezakonskih otrok, je bila Jakoba njegov edini zakoniti potomec in kot ženski sta njene pravice izpodbijala njen stric po očetovi strani Janez škof Liègea in njen bratranec Filip Dobri, burgundski vojvoda od leta 1419.
Štiri mesece po poroki, 15. decembra 1415, je umrl Janezov starejši brat Ludvik, francoski prestolonaslednik; in tako je Janez postal prestolonaslednik, Jakoba pa kot prestolonaslednica (Dauphine) in bodoča kraljica. Vojvoda Viljem II., ki je Janeza vzgajal že od otroštva, si je kot tast bodočega kralja pridobil precejšen vpliv na francoskem dvoru; kljub temu pa je bil manj uspešen v svojih prizadevanjih z nemškim kraljem Sigismundom Luksemburškim, da prizna Jakobo kot svojo zakonito dedinjo v grofijah Holandiji, Zelandiji in Hainautu. Marca 1416 je grof Viljem izpostavil zadevo pri Sigismundu, ko je bil slednji gost angleškega kralja Henrika V. Angleškega, vendar je bil zavrnjen; jezen se je vrnil domov.
Prestolonaslednik Janez je umrl (verjetno zastrupljen) 4. aprila 1417, Jakoba pa je ostala vdova, stara 16 let. Dva meseca pozneje, 31. maja, je nepričakovano izgubila očeta. Vojvodo Viljema II. je ugriznil pes, kar je povzročilo okužbo krvi, ki ga je hitro usmrtila. Politično neizkušena Jakoba se je zdaj morala boriti za svojo dediščino.

### Poroka z brabantskim vojvodo Janezom IV. in vojna z Janezom III. Bavarskim
V Hainautu, kjer je bilo nasledstvo žensk dolgo v navadi, je bila Jakoba 13. junija priznana za grofico, toda v Holandiji in Zelandiji so bile njene pravice že od začetka sporne. Medtem ko jo je podpirala stara aristokracija, je občinska stranka podpirala njenega strica Janeza III. Bavarskega, najmlajšega brata njenega očeta in od leta 1389 izvoljenega škofa v Liègu, čeprav ni bil nikoli popolnoma posvečen. Že pred smrtjo Viljema II. je pričakoval, da bo postal njegov naslednik, zato se je odpovedal svoji škofiji. Po nasvetu matere je Jakoba svojemu stricu sprva podelila naslov varuha in zagovornika grofije Hainaut ( Hüters und Verteidigers des Landes Hennegau), da bi preprečila njegove ambicije. Vendar pa je nemški kralj Sigismund, ki je že od leta 1416 nasprotoval Jakobinim pravicam, formalno podelil Janezu III. grofije njegovega pokojnega brata in ga poročil s svojo nečakinjo Elizabeto Görlitz, vojvodinjo Luksemburga in vdovo Antona, vojvode Brabanta, ki je leta 1415 umrl v bitki pri Agincourtu.
Tudi Jakoba se je ponovno poročila, vendar je bila njena izbira moža neposrečena. Janez IV., vojvoda Brabantski, pastorek Elizabete Görlitzke, ki je nasledila svojega očeta Antona kot vojvodinja Brabantska, je bil izbran za njenega drugega moža; sodobni zgodovinarji verjamejo, da sta na to odločitev močno vplivala Jakobina mati in stric Janez Neustrašni, burgundski vojvoda. 31. julija 1417, dva meseca po smrti Viljema II., je prišlo do zaroke med Jakobo in Janezom IV. vojvodo Brabantskim, poroka pa je bila praznovana v Haagu 10. marca 1418. Vendar se je zveza izkazal za neuspešno. Tesen sorodstvo med zakoncema je zahtevalo papeško privoljenje, ki je bilo podeljeno decembra 1417, a je bila januarja 1418 preklicana na koncilu v Konstanci zaradi spletk Jakobinih nasprotnikov, vključno s kraljem Sigismundom Luksemburškim. Poleg tega so velike finančne težave mladega vojvode Janeza IV. in njegovo šibko politično vodstvo povečale konflikte v zakonu.
Janez III. Bavarski se je ob podpori kralja Sigismunda in Trsk oborožil proti Jakobi, ki so jo podpirali Trnki; ta državljanska vojna je bila znana kot vojna trnka in trske. Čete strica in nečakinje so se srečale v bitki pri Gorkumu leta 1417; Jakoba je zmagala, vendar je bila prisiljena zapustiti glavno trgovsko mesto Dordrecht. Poleg tega je bil njen zakonski status spet vprašljiv po zaslugi njenega strica, ki je trdil, da je bila zveza brez papeškega dovoljenja razveljavljena; to je za Jakobo povzročilo še več pomislekov o tem, kako ohraniti svoj zakon. Še huje, 29. maja 1418 je Janez IV. proti izrecnim željam kralja Sigismunda zastavil okrožje Mons; zaradi tega je Jakoba leta 1419 podpisala Workumsko odškodnino ( Ausgleich von Workum ) s svojim bratrancem Filipom Dobrim, bodočim burgundskim vojvodo, po kateri mu je za denarno nadomestilo prepustila okrožja Dordrecht, Gorkum in Rotterdam.
Janez III. Bavarski se je strinjal, da bo priznal zakonitost zakonske zveze med Jakobo in Janezom IV. Brabantskim, če bo le prejel visoko finančno nadomestilo od vlade za naslednjih pet let v regijah, ki jih obvladujeta zakonca. Vendar pa je posredovanje papeža Martina V. končno končalo spor s podelitvijo papeške odveze maja 1419. Janez IV., vedno močno zadolžen  je z Janezom III. proti volji svoje žene podpisal pogodbo iz St. Martinsdyka, po kateri je Jakobinemu stricu podelil popolno skrbništvo nad Holandijo in Zelandijo za naslednjih 12 let.  V zameno je Janez III. zakoncema dal denarno nadomestilo in jima zapustil grofijo Hainaut; vendar je bila to majhna tolažba za Jakobo, katere podložniki v Holandiji, Zelandiji in Friziji so bili oproščeni prisege zvestobe v skladu s pogoji pogodbe. Nazadnje je tudi Janez IV. Hainautu obljubil, da bo izboljšal svoj finančni položaj; za Jakobo je bilo to dovolj: ona in njeni zavezniki so začeli želeti formalno ločitev od Janeza IV.

### Poroka s Humphreyjem, vojvodo Gloucesterskim in posledice
Medtem so se politične razmere korenito spremenile. Burgundski vojvoda Janez Neustrašni je bil umorjen septembra 1419, francoski prestolonaslednik Karel, brat Jakobinega prvega moža, pa je veljal za sokrivca in je bil zato leta 1420 razdedinjen v skladu s pogodbo iz Troyesa . Angleški kralj Henrik V. je takrat trdil, da je kralj Francije. Februarja 1421 je Jakoba izdala izjavo, v kateri je izjavila, da zaradi destruktivnega vedenja Janeza IV. Brabantskega želi razveljavitev svoje poroke. Boj proti Janezu III. se je nadaljeval do zavzetja mesta Leiden, zadnjega mesta, zvestega Jakobi; po tem je morala priznati poraz.
6. marca 1421 je Jakoba pobegnila v Anglijo in prosila za pomoč Henrika V., ki ji je pripravil glamurozen sprejem. Bila je častna gostja na angleškem dvoru in ko se je rodil bodoči Henrik VI., je bila Jakoba ena od njegovih boter. Šele po nepričakovani smrti Henrika V. leta 1422 je Jakoba dosegla dvomljivo ločitev od Janeza IV. Brabantskega, veljavno samo v Angliji, ki je omogočila njeno tretjo poroko s Humphreyjem, vojvodo Gloucesterskim, bratom Henrika V. in glavnim svetovalcem kraljestva v imenu njegovega mladoletnega nečaka Henrika VI. Ker pa niso bila upoštevana vsa pravila, je bila poroka dogovorjena na hitro in na skrivaj v mestu Hadleigh v Essexu nekje med februarjem in 7. marcem 1423.
Novica o tej poroki je šokirala vse. 15. oktobra 1423 je bilo objavljeno, da ni bila samo Jakoba poročena z enim najvplivnejših princev v Evropi, ampak da so bile tudi govorice, da je noseča z njegovim otrokom. 20. oktobra ji je bilo podeljeno pismo o denisaciji, ki bi ji in njenim potomcem omogočilo, da se po zakonu obravnavajo kot Angleži, in zabeležilo je njen status vojvodinje Gloucestrske.   . Da bi zagotovila svoj položaj, je morala Jakoba doseči uradno razveljavitev svoje poroke z Janezom IV. Brabantskim. Prosila je papeža Martina V. v Rimu in protipapeža Benedikta XIII. v Avignonu, naj razrešita njen neurejen zakonski stan, vendar je proti njej posredoval njen stric Janez III. Bavarski. Razveljavitev je nepričakovano podprl njen bratranec Filip Dobri, ki je želel preprečiti angleško invazijo.
Jeseni 1424 se je Jakoba pridružila Humphreyu v vojvodini Gloucester, kjer je imela spontani splav; to je bila njena edina zabeležena nosečnost.
Jakoba in Humphrey sta pristala v Calaisu in do konca novembra vstopila v Mons, kjer je bil 5. decembra vojvoda Gloucestrski priznan za suverenega grofa Hainauta. Že 3. januarja 1425 se je podpisal s
"Humphrey, po božji milosti, sin, brat in stric kraljev, vojvoda Gloucestrski, grof Hainautski, Holandski, Zelandski in Pembroški, gospod Frizije in veliki komornik Anglije".

### Vojna v Holandiji
Njen položaj se je spremenil, ko je 6. januarja 1425 zaradi zastrupitve umrl njen stric Janez III. Bavarski. Janez IV., brabantski vojvoda, je še vedno zahteval pravice nad Holandijo, Zelandijo in Hainaultom, in postavil Filipa, burgundskega vojvodo, za regenta Holandije in Zelandije, kot je to storil prej z Janezom III. Jakoba je pobegnila iz zapora v Gentu preoblečena v moška oblačila in zbežala v Schoonhoven in nato v Goudo, kjer je ostala pri voditeljih frakcije Trnkov. Zdaj je bil njen nekdanji mož, Janez Brabantski, tisti, ki je poskušal oporekati njeni dediščini. V to zadevo je Humphrey posegel, čeprav z omejeno močjo; njegova prizadevanja pa so imela katastrofalne posledice za angleško-burgundsko zavezništvo, ki je med stoletno vojno pomagalo angleški stvari v Franciji. Papež Martin V. je odredil, da je Jakoba še vedno žena brabantskega vojvode Janeza IV., zato je bila njena poroka s Humphreyjem Gloucesterskim nezakonita. Vendar je leto prej umrl Janez IV.

### Mir in izguba dežel
3. julija 1428 se je Jakoba morala strinjati z mirovno pogodbo, Delftsko spravo (de Zoen van Delft), z burgundskim vojvodo. S to pogodbo je Jakoba obdržala nazive grofice Holandije, Zelandije in Hainauta, vendar je bila uprava njenih ozemelj v rokah Filipa, ki je bil imenovan tudi za njenega dediča, če bi umrla brez otrok. Ni se smela poročiti brez dovoljenja matere, Filipe in treh grofij. (Njena poroka s Humphreyjem je bila istega leta razveljavljena.) Vendar je bil njen finančni položaj slab. Imela je komaj dovolj dohodka za preživljanje gospodinjstva. Poleg tega se burgundski vojvoda po mirovni pogodbi leta 1428 ni ustavil. Kupoval je zvestobo njenih zaveznikov ali pa jih je od nje odtujil na drug način. Na veliko noč 1433 je Jakoba "prostovoljno" podpisala pogodbo s Filipom, ki je Filipu dala vsa njena ozemlja in naslove. V zameno ji je bil dovoljen dohodek več posestev, večinoma na Zelandiji.

### Poroka s Frankom Borsselejem in smrt
Z odpovedjo naslovom se je Jakoba umaknila na svojo zemljo v Zelandijo. Tam sta se zbližala s Frankom, gospodom Borsselejem ("Frank van Borssele"), lokalnim in močnim plemičem. Spomladi 1434 sta se poročila in Filip je Franku podelil naslov grofa Oostervanta. Ta poroka je bila v nasprotju z ostalimi tremi poroka iz ljubezni, vsaj za Jakobo. Ni trajalo dolgo. Leta 1436 je zbolela in po nekaj mesecih bolezni 8. oktobra 1436 umrla za tuberkulozo na gradu Teylingen. Ker ni imela otrok, je Filip Burgundski podedoval Hainaut in Holandijo. Njen mož Frank jo je preživel za štiriintrideset let.

## Legende
O življenju Jakobe kroži veliko legend. Najbolj razširjena je njena domnevna skrivna poroka s Frankom Borselejskim leta 1432, dve leti pred njuno javno in uradno poroko. Ta skrivna poroka naj bi bila pravi razlog, da se je morala odpovedati svojim naslovom in jih predati burgundskemu vojvodi, saj bi s tem kršila določila mirovne pogodbe iz leta 1428. Vendar pa ni dokazov, da je do take skrivne poroke kdaj prišlo in sodobni viri omenjajo le govorice o prihajajoči poroki med Jakobo in Frankom konec leta 1433, pol leta po tem, ko se je Jakoba odpovedala svojim naslovom.